# Pop'n music 8
Pop'n music 8 (ポップンミュージック 8 Poppun myūjikku 8?) es la octava entrega de la saga de Pop'n music. Fue lanzado el 30 de mayo de 2002 para arcade, y en 3 de julio de 2003 salió su versión para CS. Cuenta con un total de 122 canciones en AC, mientras que la versión CS cuenta con un total de 104, convirtiéndose así junto con pop'n music 6, en los videojuegos con más canciones a lo largo de sus entregas solo para consola. 

## Nuevas características
- Primer videojuego en tener un diseño y tema principal en todo el juego, en este caso, el tema es de la primavera.
- Primer pop'n music que permite al jugador jugar con el nivel Extra sin necesidad de pasar por el Extra stage.
- Primera entrega en que la versión AC tiene más canciones que su versión CS.
- Por primera vez, se ha añadido al juego el Beat modifier, el cual hace que las notas se parezcan a las notas de los videojuegos de la franquicia de Beatmania.
- Primer videojuego de Pop'n music que tiene un HELL course compuesto únicamente con niveles EX's.
- Primer videojuego lineal de la franquicia y segundo videojuego de la misma en recibir una clasificación por edades por el sistema japonés de clasificación CERO, ya que el primero había sido Pop'n music Best Hits!, una entrega no lineal de Pop'n music.
- A partir de ahora en el modo Challenge, los ojamas se eligen después de haber elegido una canción determinada, cosa que anteriormente era lo opuesto. Esto había sido consistente en la franquicia.
- Primer videojuego que entre canciones tiene la opción de Random, el cual seleccionándolo se escogerá automáticamente una canción.
- Ahora en Expert mode el jugador puede cambiar de nivel la mayoría de Courses al nivel Normal o Hyper usando los botones amarillos en AC (en el caso de CS los botones L1 y L2 o también el botón Select), además de que ahora también se puede jugar con 5 o 9 botones.
- Primera entrega con uso extenso de crossovers con otras canciones de franquicias de Bemani. Hasta ahora solo las canciones de  Beatmania IIDX y de Pop'n stage habían sido únicamente introducidos en las series de pop'n music, en su mayoría.
- El Battle mode ha sido mejorado con el nivel Hyper.
- Última entrega CS con Free Training mode.

## Modo de juego

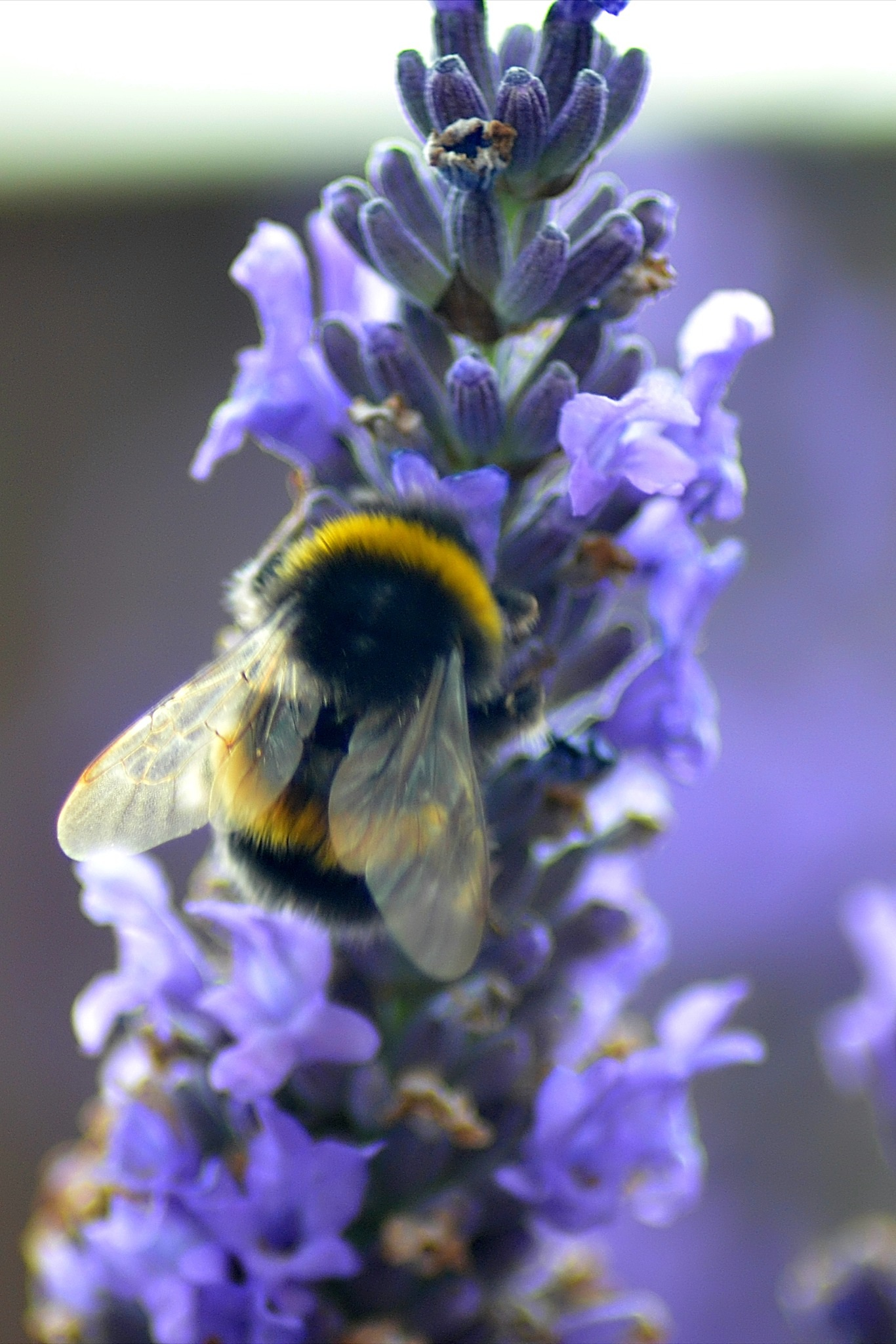
El símbolo del juego es reprensentado por una Abeja.

Se componen de cuatro modos disponibles en el juego:
- Normal mode: Es el modo normal del juego el cual se puede jugar de 5 a 9 botones. Si el jugador falla en el primer stage, pasará inmediatamente al siguiente stage para seleccionar otra canción. Disponibles 3 canciones por cada set.

- Challenge mode: Es el modo desafío del juego. Al seleccionar la canción deseada, pasará a elegir dos Normas (objetivos a superar) u Ojamas (efectos de animación que dificultan el juego) para acumular Challenge points (puntos Challenge, respectivamente) durante el set. Mientras que la versión arcade el jugador solo se limita a ganar Challenge points para clasificar en la lista de nombres con mayor puntaje, en la versión consola sirve para desbloquear contenido de la sección omake, contenido CGI tales como vídeos e imágenes del videojuego. En la sección de vídeo, en este caso son cortos grabados del concierto pop'n music special live party!!, realizado el 30 de marzo de 2002, las cuales son escenas en donde aparecen artistas como Sanae Shintani, Parquets, Tatsuya Furukawa, entre otros, que interpretaron sus canciones para los fanáticos de pop'n music. Disponible tres canciones por set.[5]

- Battle mode: Es el modo batalla del juego. Se considera el modo versus, el cual dos jugadores compiten uno contra el otro con el objetivo de lograr un puntaje superior al del contrincante. El primero que consiga ganar dos stages, será el ganador y dará por terminado el juego. Solo se puede jugar 3 contra 3 botones. Disponible tres canciones por set.

- Expert mode: Es el modo nonstop del juego. El jugador debe seleccionar uno  de los denominados Courses, que consiste en una ronda de cuatro canciones seleccionadas por género, estilo, dificultad, etc. Durante el juego, el jugador deberá evitar que la barra de energía disminuya por cada desacierto ya que si se vacía por completo, perderá el juego.

## Extra stage
El nivel Extra estará disponible si el jugador consigue la cantidad correcta de puntos Challenge en los tres stages por cada set en Challenge mode. Los puntajes disponibles para conseguirlo son: 50, 51, 59, 70, 71, 78, 93, 103, 107, 114, y 119 puntos. Este stage generalmente sirve para jugar canciones en nivel Extra.

## Bonus stage
Ocasionalmente, el Bonus stage aparecerá después de completar el Final stage. Aunque esto es aparentemente al azar, en realidad es desencadenada por un conjunto de condiciones cumplidas durante el set anterior. Aunque las condiciones o factores son un misterio total,  el jugador puede adivinar si consiguió activar la canción bonus, cuando el menú principal cambia literalmente, mostrando a las mascotas de la franquicia Mimi y Nyami, cuyos sprites han cambiado de color. Cuando esto sucede, es una clara señal de que el Bonus stage estará activado para el siguiente set.
A la vez, el Bonus stage dará al jugador una oportunidad de jugar (y desbloquear) las canciones Live, las cuales son las siguientes:
- Friendly Live
- Melo Core Live
- Groove Rock Live
- Passion Live
- Powerfolk Live

También habrá oportunidad de desbloquear las siguientes canciones:
- Special Cooking
- Trauma Punk
- Suburbia
- Classic 8

## Canciones TV & Anime
- Título: タッチ (Tacchi)
  - Género: TOUCH
  - Artista: 新谷さなえ

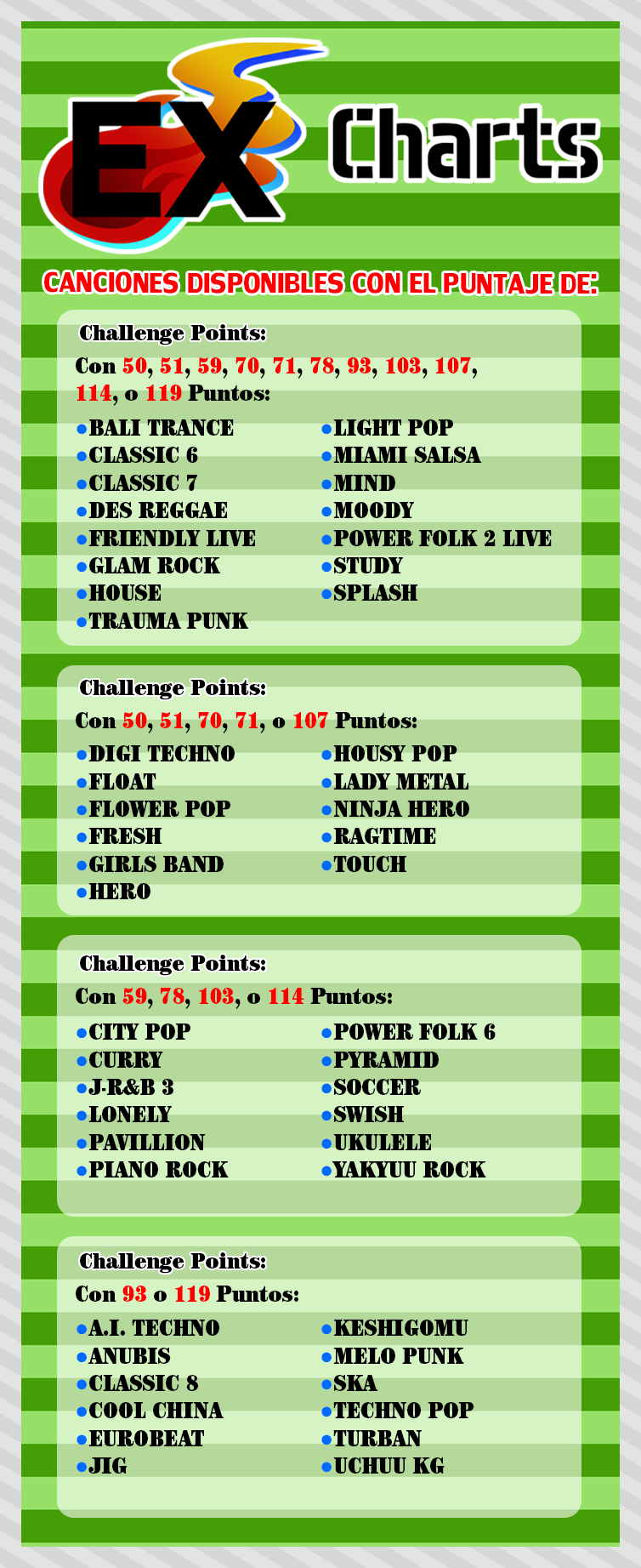
Imagen descriptiva de CP's permitidos en el videojuego.

  - Procedencia: Es el primer opening del anime y manga Touch, también conocido en España como Los Bateadores, creado por Mitsuru Adachi cuyo manga fue publicado en 1981 compuesto de 26 volúmenes y anime emitido por Fuji TV el 24 de marzo de 1985 hasta 22 de marzo de 1987 con un total de 101 episodios en total.

- Título: 宇宙刑事ギャバン (Uchū keiji gyaban)
  - Género: UCHUU KG
  - Artista: 串田アキラ
  - Procedencia: Es el tema de apertura de la serie japonesa Uchuu Keiji Gavan, programa televisivo de género Metal Hero emitido en el año 1982 y finalizado en 1983 con un total de 51 episodios. Creado por Keita Amemiya.

- Título: ヒーロー ~HOLDING OUT FOR A HERO~ (Hīrō ~ HOLDING OUT FOR A HERO ~)
  - Género: HERO
  - Artista: REIKA
  - Procedencia: Es el intro de la película japonesa Sukūru wōzu (スクール☆ウォーズ?), conocido en inglés como School Wars: Hero, estrenado el 18 de septiembre de 2004 producido por Kazunari Hashiguchi y dirigido por Ikuo Sekimoto.

- Título: 燃えてヒーロー (Moe te hīrō)
  - Género: SOCCER
  - Artista: キダジロー
  - Procedencia: Es el opening de Capitán Tsubasa, anime shonen emitido entre el año 1983 y 1986 cuyo manga fue creado por Yōichi Takahashi y emitida en TV Tokio por Isamu Imakake. Fue conocido en Latinoamérica como Super campeones y en España como Campeones: Oliver y Benji.

- Título: 渡る世間は鬼ばかり オープニングテーマ (Wataru seken wa oni bakari ōpuningu tēma )
  - Género: SEKEN
  - Artista: ♪♪♪♪♪
  - Procedencia: Es la intro de la serie Wataru Seken wa Oni Bakari, programa televisivo japonés de género drama emitido desde 1990 hasta 2011 por el canal TBS (Tokyo Broadcasting System Television).

- Título: THUNDER BIRDS
  - Género: THUNDERBIRD
  - Artista: ♪♪♪♪♪
  - Procedencia: Es el tema de apertura de Thunderbirds, programa infantil de género ciencia ficción creado por Gerry Anderson, que fue emitido desde 1964 hasta 1966, cuyos personajes están basados en marionetas. Siendo hecho en Reino Unido, se transformó en una serie de culto del público infantil y fue extremadamente popular en Japón. En España fue emitido con el nombre de Guardianes del espacio.

- Título: みなしごハッチ (Minashi go hacchi)
  - Género: 8
  - Artista: 高田香里
  - Procedencia: Es el opening del anime The Adventures of Hutch the Honeybee, conocido en España como La abeja hatchi y en México como La abejita Hutch, fue un programa infantil producido por Tatsunoko Productions emitido originalmente en Japón el 7 de abril de 1970 hasta el 8 de septiembre de 1971. Escrito por Jinzō Toriumi y dirigido por Ippei Kuri.

- Título: 日本印度化計画 (Nippon indo ka keikaku)
  - Género: CURRY
  - Artista: 筋肉少女帯
  - Procedencia: Canción del álbum Suji sukuna no daisharin (筋少の大車輪?) compuesta por la banda japonesa Kinniku shōjo tai (筋肉少女帯?).

## Sugoroku de 8
Sugoroku de 8 (すごろく de 8?), cuya palabra descrita literalmente proviene de los kanjis 双六. La palabra sugoroku hace referencia a dos diferentes formas de juegos de mesa japoneses, el cual suele ser un tablero que se juega a base de dados que dependiendo de la cantidad de puntos que se saquen de un dado, deberá mover la pieza la cantidad de casillas que correspondan. En Pop'n music 8, el Sugoroku de 8 sirve tanto en AC como en CS para desbloquear principalmente canciones ocultas, courses jugables para Expert mode y por último, personajes ocultos.

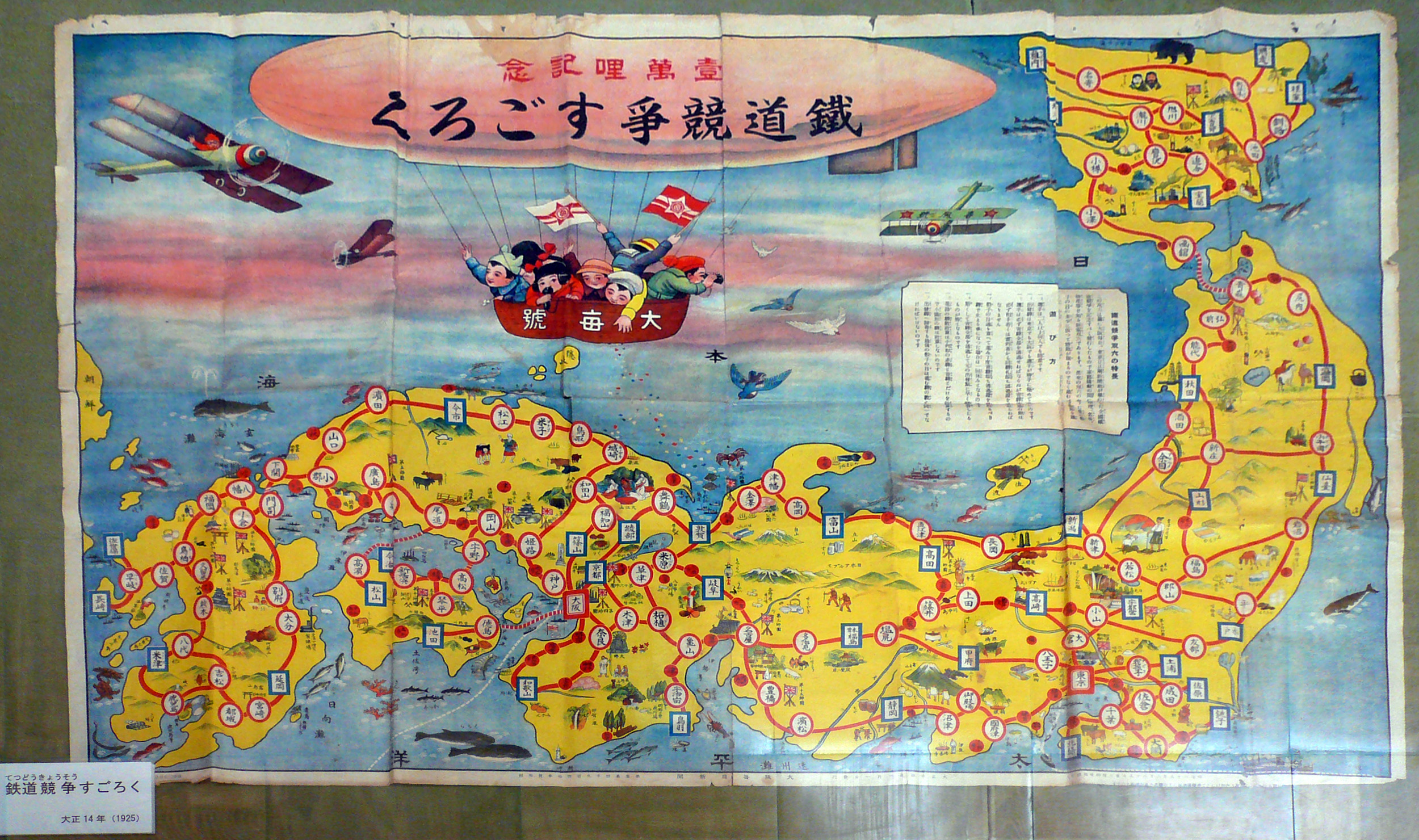
Un ejemplo de sugoroku como base un mapa del territorio de Japón (1925).

Al inicio del juego, después de seleccionar el modo de juego y el tipo de botones que va a utilizar (5 Lines o 9 Lines), inmediatamente sale una ruleta el cual giran verticalmente varias palabras las cuales se denominan Sugoroku Norma, los cuales son objetivos a completar por el jugador. Cuando la ruleta se detiene, queda seleccionada una Norma, la cual el jugador deberá cumplirla para tener una oportunidad de jugar al Sugoroku de 8. Al final de los resultados de cualquier stage,  aparecerá un panel que aparecerá la Norma con los siguientes signos: Saldrá un O si el jugador acertó la Norma, y un X si no consiguió cumplir con la misma. Solo es posible entrar si se consigue acertar la norma determinada.
El tablero de Sugoroku de 8 se asemeja a la disposición geográfica de Japón, el cual cada punto principal representa una ciudad importante, estos puntos son: 東京 (Tokio), 静岡 (Fukuoka), 名古屋 (Nagoya), 大阪 (Osaka), 神戸 (Kobe), 高知 (Kochi), 広島 (Hiroshima), 鹿児島 (Kagoshima), 下関 (Shimonoseki), 鳥取 (Tottori), 金沢 (Kanazawa), 新潟 (Niigata), 青森 (Aomori), 札幌 (Sapporo), 網走 (Abashiri), 函館 (Hakodate) 仙台 (Sendai) y finalmente,水戸 (Mito). Al jugador se le aparece una ruleta que hace el papel de dado, el cual debe presionar el botón rojo (en PlayStation 2 el botón círculo) para detenerla en un número del 1 al 6, el cual dependiendo el número será la cantidad de pasos a dar. Cada vez que el jugador llegue a una ciudad, será compensado con una canción oculta, personaje, Course desbloqueado o material Omake (Disponible únicamente para Pop'n muic 8 CS). El jugador debe completar el juego al 100% con un total de 4 vueltas en total, cuyo punto de partida es la ciudad de Tokio y se mueve en sentido horario.

### Sugoroku Normas
Los Sugoroku Normas que existen en el juego son los siguientes:
| Nombre                                      | Traducción (Inglés)                                          | Objetivo | N           | C           | E           | B           |
| Normal mode                                 | Normal mode                                                  | Normal mode | Normal mode | Normal mode | Normal mode | Normal mode |
| ------------------------------------------- | ------------------------------------------------------------ | --- | ----------- | ----------- | ----------- | ----------- |
| 70.000点以上 でクリア                       | "Clear 70 000 score points or more"                          | Completar una canción superando los 70 000 puntos en un stage.                                                                  | Sí          |             |             |             |
| 80.000点以上 でクリア!                      | "Clear 80 000 score points or more!"                         | Superar los 80 000 puntos durante una canción en cualquier stage.                                                               | Sí          | Sí          | Sí          | Sí          |
| フルゲージでクリア!!                        | "Cleared in full Gauge!!"                                    | Completar una canción con la barra de Groove Gauge llena a tope.                                                                | Sí          |             |             |             |
| オプションの Hi-SPEED 2～4 でクリア!        | "Clear with an optional Hi-SPEED 2 ~ 4!"                     | Activar la opción de velocidad a x2, x3 o x4 durante una canción.                                                               | Sí          | Sí          | Sí          | Sí          |
| 新曲をクリア!!                              | "Clear a new song!!"                                         | Completar una de las canciones nuevas introducidas en el juego.                                                                 | Sí          |             |             |             |
| イ気ランキング TOP 3 の曲をクリア           | "Clear songs within songs Ranked Top 3"                      | Completar canciones calificadas en el ranking Top 3.                                                                            | Sí          |             |             |             |
| オプションの BEAT POP君 でクリア!           | "Clear with the option of BEAT POP-kun!"                     | Completar un stage activando la opción Beat Pop en las opciones.                                                                | Sí          | Sí          | Sí          | Sí          |
| NO BAD でクリア!                            | "Cleared by No Bads!"                                        | Completar una canción sin ningún desacierto en un stage.                                                                        | Sí          | Sí          | Sí          | Sí          |
| スコアの下一桁が 「8」 でクリア!            | "Clear under an order of magnitude of the score of "8"!"     | Conseguir al menos en dos stages, una puntuación que supere los 80000 y no sobrepase los 85000.                                 | Sí          | Sí          | Sí          | Sí          |
| LV25 以上の曲を クリア!                     | "Clear a song of level 25 or more!"                          | Jugar una canción cuyo nivel de dificultad sea de 25 o más.                                                                     | Sí          |             |             |             |
| オプションの RANDOM でクリア!               | "Clear a song from random selection!"                        | Jugar una canción con la opción Random activada en las opciones de canción.                                                     | Sí          | Sí          | Sí          | Sí          |
| 二イ で プレイ!!                            | "Play with me!!"                                             | Simplemente jugar un stage para acertar la Norma.                                                                               | Sí          | Sí          | Sí          | Sí          |
| ノリノリ ♪ で プレイ!!                      | "Play with excitement!"                                      | Exactamente lo mismo que arriba. Jugar un simple stage.                                                                         | Sí          | Sí          | Sí          | Sí          |
| Challenge mode                              |                                                              | |             |             |             |             |
| ご褒美ムービーを見る                        | "I see the reward movie."                                    | Habrá un vídeo como recompensa tras finalizar el set (solo CS 8).                                                               |             | Sí          |             |             |
| ランダムセレクトの曲をクリア                | "Clear a song from random selection"                         | Escoger una canción utilizando la categoría Random (ランダム), en cualquier momento del set.                                    |             | Sí          |             |             |
| 「最初から最後までオジャマ」 ノルマをクリア | "Cleared by Ojama from the beginning to the end"             | Completar el set usando los mismos Ojamas en todo momento.                                                                      |             | Sí          |             |             |
| エキストラステージを出現させる              | "I put out the extra stage"                                  | Ganar suficientes Challenge points para obtener el Extra stage.                                                                 |             | Sí          |             |             |
| 左右のノルマ合計が 20pt 以上 でクリア!      | "Norma point total of 20 or more from the left and right"    | Seleccionar dos Normas u Ojamas de modo que juntas hagan una mayor puntuación de 20 o más.                                      |             | Sí          |             |             |
| Expert mode                                 |                                                              | |             |             |             |             |
| HYPER で 4曲クリア!!                        | "Clear 4 hyper songs"                                        | Jugar un Course entero en nivel Hyper.                                                                                          |             |             | Sí          |             |
| COOL 1000以上 でクリア                      | "Clear 1000 Cool or more"                                    | Conseguir aproximadamente 1000 Cool's durante un Course.                                                                        |             |             | Sí          |             |
| 888 コ ンボ以上 でクリア!                   | "Clear with 888 combo or more!"                              | Conseguir 888 combos o más en un Course.                                                                                        |             |             | Sí          |             |
| 4曲とも Hi-SPEED無し でクリア!              | "Clear without use the HI-SPEED"                             | Jugar un Course sin activar la opción Hi-Speed en ningún momento.                                                               |             |             | Sí          |             |
| DANGER!状態 でクリア                        | "Clear in DANGER! state"                                     | Completar una canción en estado crítico (cuando la barra esté muy baja y parpadee la palabra DANGER!)                           |             |             | Sí          |             |
| Battle mode                                 |                                                              | |             |             |             |             |
| 1P.2Pが、そわそわ別オプションでプレイ       | "1P and 2P are playing fidgeting, in a different option"     | El jugador uno y dos deberán escoger una opción diferente de las cuatro opciones disponibles: Hi-Speed, Hid-Sud, Beat y Random. |             |             |             | Sí          |
| 1P.2Pともに、人間以外のキャラでプレイ       | "Both 1P and 2P must play non-human characters"              | Tanto 1P y 2P deberán jugar con personajes no humanos.                                                                          |             |             |             | Sí          |
| 1Pが男キャラ、2Pが女キャラでプレイ!         | "Play 1P as male character, and play 2P as female character" | El jugador uno deberá escoger un personaje masculino, mientras que el jugador 2 deberá escoger un fersonaje femenino.           |             |             |             | Sí          |
| 二人足して 10万点以上 で引き分け            | "Draw two people plus get 100 000 points or more"            | Quedar ambos jugadores en un empate, y a la vez ganar 100 000 puntos o más en el set.                                           |             |             |             | Sí          |
| NORMAL VS HYPER でプレイ                    | "Play Normal (P1) VS Hyper (P2)"                             | El jugador uno deberá jugar en el nivel Normal, mientras que el jugador 2 deberá jugar en el nivel Hyper.                       |             |             |             | Sí          |

## Canciones nuevas
La siguiente tabla muestra las nuevas canciones introducidas en el juego:
- Para ver la lista completa de canciones disponibles en el juego, véase: Anexo:Canciones de Pop'n music 8

| Nombre                                                | Género             | Artista                      | Personaje                   | Disponible en Arcade | Disponible en PlayStation 2 |
| Anime&TV                                              | Anime&TV           | Anime&TV                     | Anime&TV                    | Anime&TV             | Anime&TV                    |
| ----------------------------------------------------- | ------------------ | ---------------------------- | --------------------------- | -------------------- | --------------------------- |
| タッチ                                                | TOUCH              | 新谷さなえ                   | Mimi                        | Sí                   | Sí                          |
| 宇宙刑事ギャバン                                      | UCHUU KG           | 串田アキラ                   | Nyami                       | Sí                   | Sí                          |
| ヒーロー ~HOLDING OUT FOR A HERO~                     | HERO               | REIKA                        | Nyami                       | Sí                   | Sí                          |
| 燃えてヒーロー                                        | SOCCER             | キダジロー                   | Mimi                        | Sí                   | Sí                          |
| 渡る世間は鬼ばかり オープニングテーマ                 | SEKEN              | ♪♪♪♪♪                        | Nyami                       | Sí                   | Sí                          |
| THUNDER BIRDS                                         | THUNDERBIRD        | ♪♪♪♪♪                        | Nyami                       | Sí                   | No                          |
| みなしごハッチ                                        | 8                  | 高田香里                     | Nyami                       | Sí                   | No                          |
| 日本印度化計画                                        | CURRY              | 筋肉少女帯                   | Mimi                        | Sí                   | Sí                          |
| Konami Originals                                      |                    |                              |                             |                      |                             |
| Can't Stop My Love                                    | J-R&B 3            | Yumi Kawamura                | tourmaline                  | Sí                   | Sí                          |
| 0/1 ANGEL                                             | A.I. TECHNO        | V.C.O. feat. Alt             | Alt                         | Sí                   | Sí                          |
| 夢有                                                  | DAY DREAM          | Des-ROW･組                   | 雷舞                        | Sí                   | Sí                          |
| ホノホノ                                              | UKULELE            | YASHI♪GANI                   | NOHOHO                      | Sí                   | Sí                          |
| 永遠という名の媚薬                                    | PYRAMID            | THE NEXT FILE                | PAPYRUS                     | Sí                   | Sí                          |
| theme of pop'n land                                   | PAVILION           | Mr.T                         | MIDORI                      | Sí                   | Sí                          |
| STARS★★★                                              | HYPER J-POP        | TËЯRA                        | JUDY                        | Sí                   | Sí                          |
| チェイス! チェイス! チェイス!                         | FRESH              | パーキッツ                   | ししゃも                    | Sí                   | Sí                          |
| Tangeline                                             | SWEDISH2           | risette                      | risette                     | Sí                   | Sí                          |
| 会社はワタシで廻ってる!?                              | HOUSY POP          | 新谷さなえ                   | MOMOKO★SAN                  | Sí                   | Sí                          |
| 恋のキャッチボール                                    | YAKYU ROCK         | good-cool feat.すわひでお    | John.A.Chopper              | Sí                   | Sí                          |
| Tir na n'Og                                           | JIG                | WORLD SEQUENCE               | Robin&Cock                  | Sí                   | Sí                          |
| RADICAL RAGTIME TOUR                                  | RAGTIME            | ROUTE NO.1 RAG UNIT          | PIERRE&JILL                 | Sí                   | Sí                          |
| Miracle 4                                             | WORLD TOUR         | good-cool                    | ミラクル★4                  | Sí                   | Sí                          |
| マリンドライブ                                        | PIANO ROCK         | Oh,la,la!                    | RIE♥chan                    | Sí                   | Sí                          |
| 777                                                   | TWEE POP           | EeL                          | hina                        | Sí                   | Sí                          |
| L.A.N.                                                | PSYCHE             | Kiddy & Sunshine Lovers      | REALLY                      | Sí                   | Sí                          |
| Marigold                                              | FLOWER POP         | SHORTCUTS                    | ν・μ                        | Sí                   | Sí                          |
| Over The Night                                        | LADY METAL         | good-cool                    | SAPPHIRE                    | Sí                   | Sí                          |
| HONEY-BEE                                             | SHOWA WALTZ        | 亜熱帯マジ-SKA爆弾 feat.MAKI | Honey                       | Sí                   | Sí                          |
| Late Riser                                            | VISUAL 3           | good-cool                    | Yuli                        | Sí                   | Sí                          |
| ニンジャヒーロー・シノビアン                          | ニンジャ卍ヒーロー | 腹筋忍者台                   | シノビアン赤 / シノビアン青 | Sí                   | Sí                          |
| ♥Love²シュガ→♥                                        | EURO BEAT          | dj TAKA feat.のりあ          | MILK                        | Sí                   | Sí                          |
| Fashion ~ver.1~                                       | POWER FOLK 6       | 新堂敦士                     | Ash                         | Sí                   | Sí                          |
| pure                                                  | MELO PUNK          | Des-ROW+1                    | Ryuta                       | Sí                   | Sí                          |
| CS 8 Original Songs                                   |                    |                              |                             |                      |                             |
| 夢で見た翼で                                          | FOLK SOUL          | 兎                           | Mary                        | No                   | Sí                          |
| rings on the water                                    | RAINY              | PEACH TREES                  | Ruri                        | No                   | Sí                          |
| silent green                                          | FLOAT              | ササラユキエ                 | Li-Na                       | No                   | Sí                          |
| 君と微笑みと・・・                                    | INNOCENT 2         | WATER STAND                  | MUTSUKI                     | No                   | Sí                          |
| MILK                                                  | GIRLS BAND         | THREEP                       | sunny                       | No                   | Sí                          |
| spring                                                | CITY POP           | 2Days                        | Elle                        | No                   | Sí                          |
| Happy Birthday!! ~with a million kisses~              | NEAT               | ツッチーニときんぐ           | Paul                        | No                   | Sí                          |
| 梦想你                                                | COOL CHINA         | Cathy Lau                    | BeiLei                      | No                   | Sí                          |
| 顔について                                            | MEDIUM             | SASEBO BROTHERS              | Higurashi                   | No                   | Sí                          |
| The chamomile of night                                | ADULT CONTEMPORARY | SUZUKKI                      | Green                       | No                   | Sí                          |
| A change of probability                               | DIGI TECHNO        | 18times per 1,000            | ice                         | No                   | Sí                          |
| Beyond the Bounds Mitsuto Suzuki 020203 Mix feat.Sana | ANUBIS             | ♪♪♪♪♪                        | Dingo&Ken                   | No                   | Sí                          |
| School Life                                           | ケシゴム           | School                       | スクーリオン                | No                   | Sí                          |
| Secret songs                                          |                    |                              |                             |                      |                             |
| une lettle de mon copain                              | SUBURBIA           | apresmidi                    | SANAE♥chan                  | Sí                   | Sí                          |
| 釈迦                                                  | TRAUMA PUNK        | 筋肉少女帯                   | Mimi                        | Sí                   | Sí                          |
| 100sec. Kitchen Battle!!                              | SPECIAL COOKING    | Orange Lounge                | Mimi                        | Sí                   | Sí                          |
| ロマンス                                              | LATIN ENKA         | 丸山和嘉                     | むぎばたけ                  | No                   | Sí                          |
| Artemis                                               | LONELY             | .KoMoToMoK.                  | May-Fa                      | No                   | Sí                          |
| 桃色♥時限爆弾                                         | SWISH              | Haya-P & Maru                | Matilda                     | No                   | Sí                          |
| はぴはぴGROOVE!!〜あなたにおちるスパイラル〜          | MIRACLE 2          | 堀川ひとみ                   | 小山明美                    | No                   | Sí                          |
| Line Times                                            | CLASSIC 8          | Waldeus vön Dovjak           | HAMANOV                     | No                   | Sí                          |
| Cryin'                                                | HOT ROCK           | SASEBO BROTHERS              | MAKOTO                      | No                   | Sí                          |
| LIVE songs                                            |                    |                              |                             |                      |                             |
| Over The Rainbow                                      | FRIENDLY LIVE      | パーキッツ                   | Poet                        | Sí                   | Sí                          |
| H@ppy Choice                                          | MELO CORE LIVE     | good-cool feat. すわひでお   | OTOKO-MAN                   | Sí                   | Sí                          |
| 赤いリンゴ                                            | GROOVE ROCK LIVE   | Sana                         | SANAE♥chan                  | Sí                   | Sí                          |
| 今宵Lover's Day                                       | PASSION LIVE       | ミッキーマサシ               | the KING                    | Sí                   | Sí                          |
| 君を壊したい                                          | POWER FOLK2 LIVE   | 新堂敦士                     | Ash                         | Sí                   | Sí                          |